# Rallo (Ville d'Anaunia)
Rallo (Ral in noneso) è una frazione del comune di Ville d'Anaunia in provincia autonoma di Trento.

## Storia
Rallo è stato frazione del comune di Tassullo fino al 1º gennaio 2016, data in cui è stato istituito il nuovo comune di Ville d'Anaunia in seguito alla fusione dei comuni di Nanno, Tassullo e Tuenno.

## Monumenti e luoghi d'interesse

### Architetture religiose
- Chiesa di Sant'Antonio Abate, menzionata per la prima volta nel 1537, riedificata nella seconda metà del XIX secolo. Della chiesa originaria rimane solo il campanile.[4]

### Architetture civili
- Palazzo Cristani, antica residenza della famiglia Cristani, la cui casata è terminata nel 1859.[5]